# Récréabull
Récréabull était un éditeur belge établi à Bruxelles de bande dessinée spécialisé dans la réédition de bandes dessinées historiques (Intégrale Arnaud de Casteloup, Capitan, etc.) et scoutes (Les 3 A). Il a également publié des albums inédits de séries d'humour franco-belges délaissées par leurs éditeurs (Les Mousquetaires, Marc Lebut et son voisin, etc.). Il semble n'avoir été actif qu'en 1986-1987.